# Boophis mandraka
A Boophis mandraka a kétéltűek (Amphibia) osztályába, a békák (Anura) rendjébe és az aranybékafélék (Mantellidae) családjába tartozó faj. Nevét felfedezésének helyéről, a Madraka-völgyről kapta. 

## Előfordulása
A faj Madagaszkár endemikus faja. A sziget középső-keleti részein honos.

## Megjelenése
Kis méretű békafaj. A hímek hossza 21–26 mm, a nőstényeké nem ismert. Színe élénk zöld, elszórt barna pettyekkel, időnként hátán néhány nagy méretű sárga folttal. Orra hegyétől szemének hátsó széléig barna pettyekkel szegélyezett közepes szélességű sárga vonal húzódik. Hasi oldala halványzöld. Bőre sima. Irisze ezüstszürke, barna hálózattal. A hímeknek kis méretű, pigment nélküli hüvelykvánkosa és egyetlen, mérsékelten nyújtható hanghólyagja van.